# 魔人布歐
魔人普烏（日语：魔人ブウ），是日本漫畫家鳥山明連載的漫畫《七龍珠》與後續的改編系列作品的反派邪惡角色，出現於《七龍珠Z》的魔人普烏篇。

## 簡述
魔人普烏是由邪惡魔導士比比迪喚醒。擁有無限再生能力，只要還有一個細胞未被消滅都可以再生；亦可以將別人吸收，成為自己身體的一部分。
最初的普烏（純粹普烏）是極度兇殘而且沒有理性，連比比迪亦無法控制。及後入侵界王神界，首先殺死西界王神和北界王神，然後吸收南界王神和大界王神，只有東界王神幸存。受到大界王神的性格影響，變成了性格相對善良而且愛吃甜食的胖普烏。因此比比迪可以控制普烏，將他封印起來。之後東界王神趁此機會，將比比迪殺死。
多年後比比迪的兒子巴比迪，趁著舉行第25屆天下第一武道會的時候，派遣手下在進行比賽時吸收能量，準備讓布歐解除封印。贝吉塔為了可以與孫悟空對戰，自願受巴比迪操控；孫悟空亦接受與達爾對戰，雙方對戰期間提供了許多能量，足以讓普烏解除封印。
被解除封印的普烏甦醒後，最初亦非常兇殘，殺死不少地球人，更將巴比迪殺死。後來撒旦先生發現普烏的善良一面，成功感化了普烏。一個壞人胡亂開槍殺人，先是射傷了普烏曾經救下的小狗，之後槍傷了撒旦先生，普烏救下撒旦先生之後體內的邪惡意念被逼出來，化為兩個普烏——胖普烏和瘦普烏。由於分化後大部分的邪惡力量轉移到了瘦普烏身上，瘦普烏消滅了拿槍的壞人，因此胖普烏不敵瘦普烏。胖普烏使用巧克力光線想把瘦普烏變成巧克力，但被瘦普烏反彈；結果胖普烏自己被變成巧克力，被瘦普烏吃掉而變成惡普烏。
之後惡普烏闖入天界，首先將芝芝變為雞蛋並且立即一腳踩碎，然後將布瑪、維黛兒（比迪麗）、飲茶、克林、18號等人變成巧克力吃掉；天界亦於惡普烏與悟天格斯的戰鬥中徹底破壞，只有天迪被波波先生丟出天界而倖免於難。及後惡普烏更吸收了悟天克斯、短笛、孫悟飯，但是不敵比古洛。於是打算吸收比古洛，但比古洛在被吸收期間打開了保護罩，惡普烏沒有成功吸收，而比古洛則進入了惡普烏的身體。因為波特拉合體時間已到的原因(詳情參見龍珠超設定)，比古洛分開為孫悟空和達爾，兩人把被惡普烏吸收的孫悟飯等人救出，惡普烏此時進入體內，為了消滅體內的惡普烏，達爾將吸收掉的胖普烏從惡普烏體內摘下並且留在惡普烏體內，惡普烏因此變回最初的純粹普烏。
由於純粹普烏是最兇殘而且沒有任何理性，因此不久純粹普烏使出特大光球把整個地球毀滅，傑比特界王使用瞬間轉移及時將孫悟空、達爾、撒旦先生、天迪送到界王神界，但是孫悟天、杜拉格斯、短笛和孫悟飯來不及救援而在地球毀滅時死去。隨後普烏學會瞬間移動後立即來到界王神界與孫悟空等人決鬥，（動畫原創則是為了不讓純粹普烏繼續破壞其他地方，孫悟空和達爾釋放出「氣」讓純粹普烏感應，引導他在界王神界決鬥）最終當達爾與孫悟空消耗能量無法繼續戰鬥時，留在純粹普烏體內的胖普烏亦被吐了出來。後來達爾想出使用元氣彈消滅純粹普烏，首先利用那美克星的龍珠許願將地球還原，然後進行復活，之後呼籲地球人把部分能量讓出，由孫悟空收集地球人的能量製造元氣彈。在孫悟空收集能量製造元氣彈的期間，由達爾和胖普烏跟純粹普烏決鬥。
但是除了孫悟空和達爾的親友外，大部分地球人沒有響應，直到撒旦先生的呼籲才響應。已經有足夠能量的元氣彈，但孫悟空氣力不足以推動元氣彈，於是使用最後一個願望補充孫悟空的氣力，最終孫悟空成功推動集合全地球人能量的元氣彈將純粹普烏徹底消滅。孫悟空同時向閻王傳話希望讓純粹普烏轉世為一個好人，也就是後來的烏普。
後使用地球龍珠許願消除地球人對魔人普烏的記憶，而胖普烏則改名為普烏先生並與撒旦先生一同生活。普烏先生在天下第一武道會中，打敗除撒旦先生外所有的對手。
《七龍珠GT》中為了對付Baby，與烏普（Uub）合體，不過亦保留意識，阻止烏普在天下第一武道會中打敗撒旦先生。
《七龍珠Z 復活的F》中，弗力札想起爸爸克魯德大王曾說過「不可以觸怒魔人普烏和破壞神比魯斯」。
《龍珠超》「黃金弗力札篇」，普烏已經熟睡、很難叫醒，所以沒有登場機會。「宇宙生存篇／力之大會篇」在力之大會中原定為第七宇宙代表選手參戰，但開戰前因開始熟睡2個月而無法參戰。另外，未來杜拉格斯的時空，杜拉格斯聽取了界王神的指示成功阻止了魔人普烏的復活。「銀河巡邏囚犯篇」在他熟睡時刻被銀河巡警帶走。
補足：在2014年鳥山明訪談說魔人普烏是太古以前存在的生物，長久休眠，沉睡時不斷吸取人類的邪惡因素而變得日漸兇暴，比比提只是將長久休眠中的魔人普烏喚醒，非比比提製造出來的。